# Astillero Río Santiago

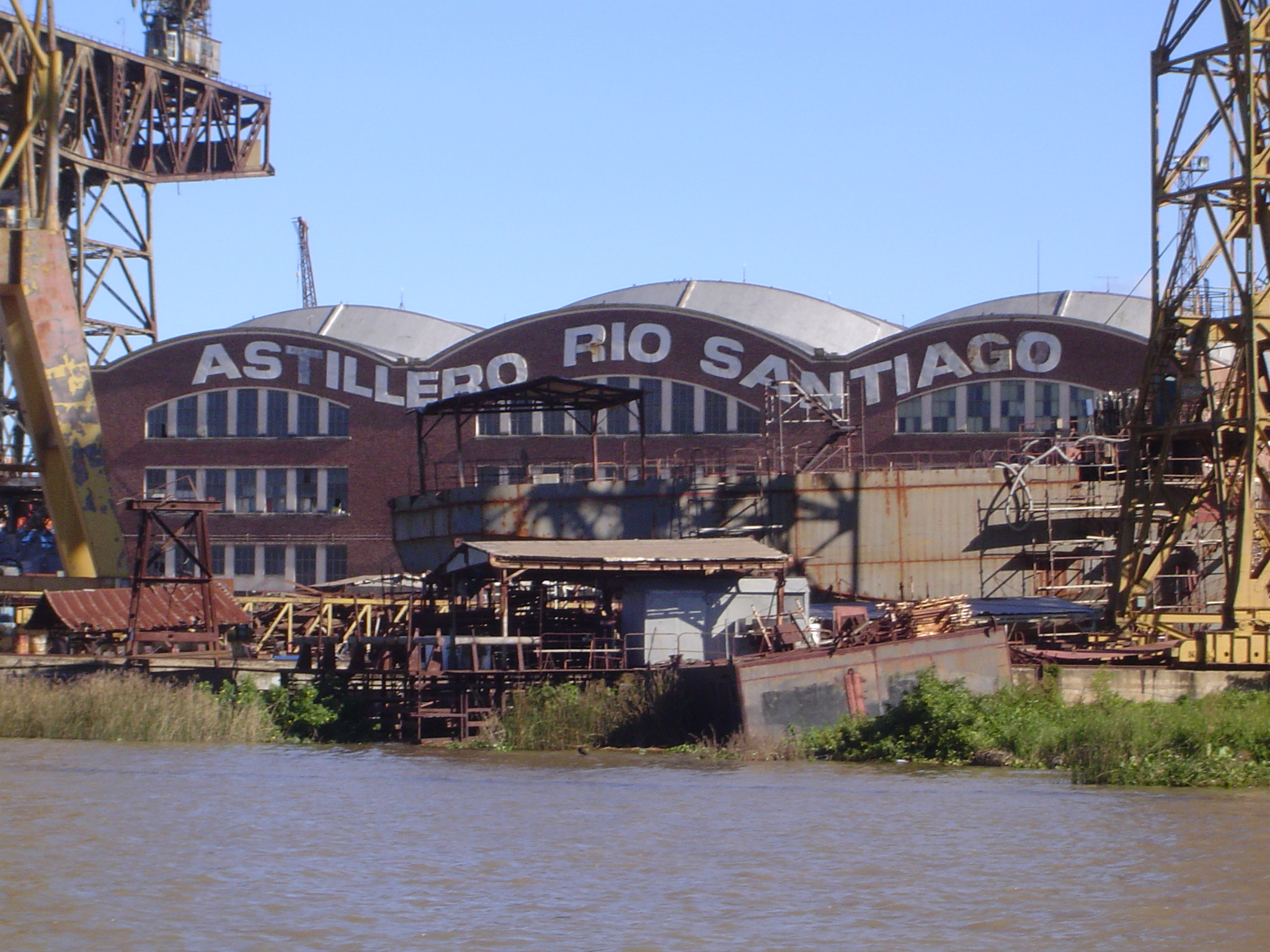
Teilansicht der Werft Astillero Rio Santiago

Astillero Río Santiago (kurz: ARS) ist ein staatliches argentinisches Schiffbauunternehmen mit Hauptsitz in Ensenada in der Provinz von Buenos Aires. Die Werft befindet sich in der Nähe von La Plata. Nach Angaben der Branchenvereinigung Federación de la Industria Naval Argentina (kurz: F.I.N.A.) ist ARS mit Abstand das größte Schiffbauunternehmen in Argentinien.

## Geschichte

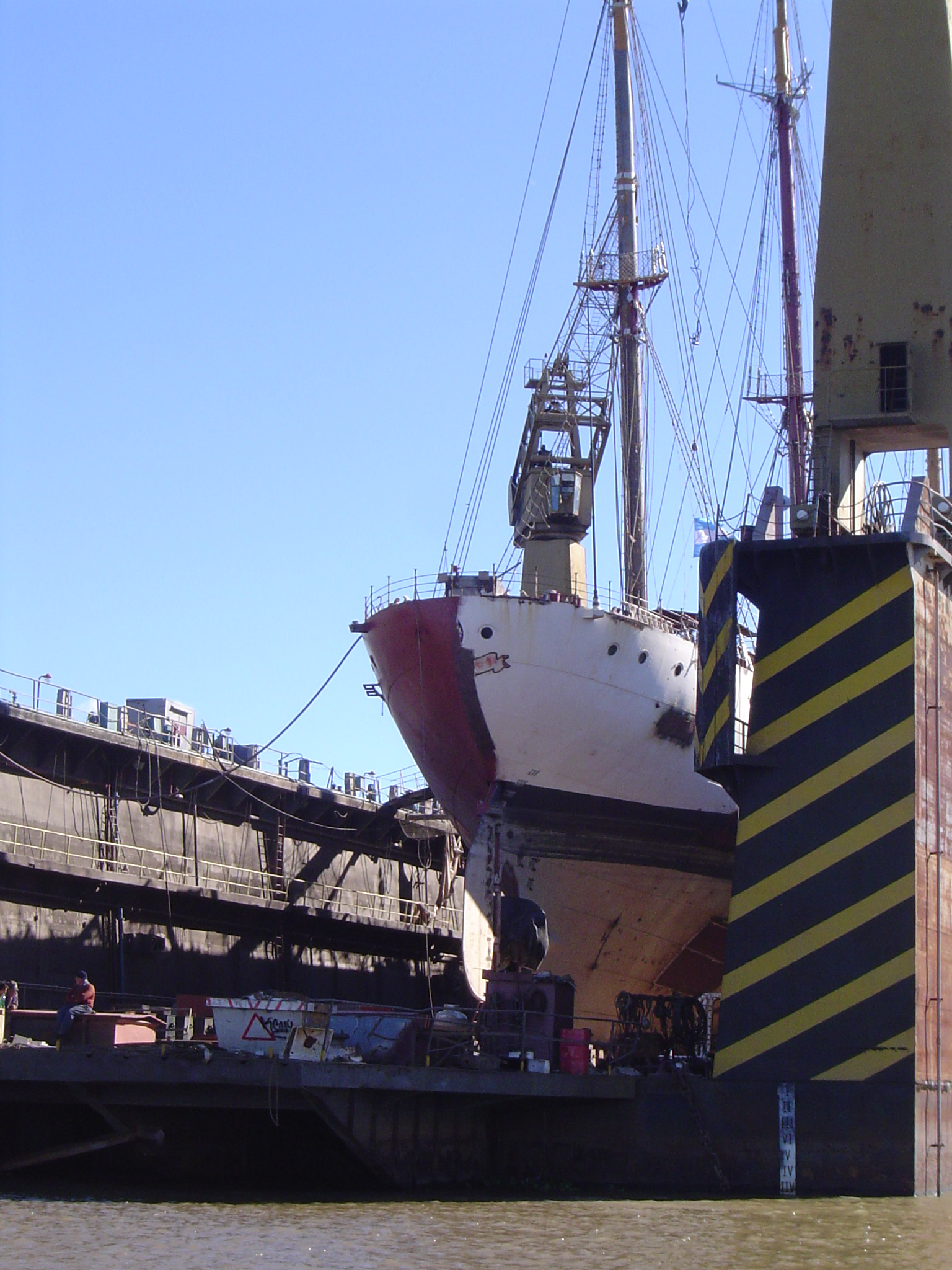
Libertad im Schwimmdock bei Überholungsarbeiten 2006

Das heute im Geschäftsbereich des Industrieministeriums der Provinz Buenos Aires angesiedelte Unternehmen ARS wurde 1934 als Staatswerft A.F.N.E. (Astilleros y Fábricas Navales del Estado) gegründet und war ursprünglich auf den Bau und die Wartung von Kriegsschiffen ausgerichtet. 1953 wurde der Name in Astillero Río Santiago (ASR) geändert. 1969 beschäftigte ARS rund 5500 Mitarbeiter. In den 1990er Jahren erlebte die argentinische Werftindustrie einen dramatischen Niedergang. Im Krisenjahr 2009 war der Produktionswert um nahezu die Hälfte eingebrochen.
In den letzten Jahren wurden wieder vornehmlich zivile Schiffe gebaut, wie zum Beispiel Frachtschiffe, Öltanker und Hochseeschlepper, die zur Unterstützung von Ölplattformen dienen. Bei ARS wurden auch sechs Einheiten (1967–1988) der SD-14-Frachter gebaut.
2011 waren bei ARS etwa 2.870 Personen beschäftigt. Die in der Freizone La Plata beheimatete ARS-Werft kann nach eigenen Angaben Schiffe bis zu einer Tragfähigkeit von 80.000 t sowie Offshore-Ausrüstungen aller Art herstellen und produziert überdies Stahlbaukonstruktionen für Verwendungen auf dem Festland. So lieferte ARS zum Beispiel die Dachkonstruktion für das 53.000 Zuschauer fassende Fußballstadion von La Plata.
Im März 2008 eröffnete das Unternehmen ARS ein eigenes Schiffbaumuseum.
Eines der bekanntesten Schiffe, das von ARS für argentinischen Kriegsmarine gebaut wurde, ist das 1960 in Dienst gestellte Segelschulschiff Libertad.